# San Agustín (Retablo de Santa Bárbara)
San Agustín es un lienzo, obra del Greco, que pertenecía al desaparecido Retablo de San Nicolás de Bari o de Santa Bárbara.

## Introducción
Este lienzo estaba situado en el nicho lateral izquierdo de la predela del retablo, con una estatua de santa Bárbara en el centro, el lienzo de San Francisco en la derecha, y el de Santiago el Mayor como peregrino en el ático.

## Análisis de la obra

#### Datos técnicos y registrales
- Museo de Santa Cruz, Toledo;
- Pintura al óleo sobre lienzo;
- 140 x 56 cm,[3]
- Datación: 1590-1595;
- Museo de Santa Cruz, Toledo;
- Catalogado por Wethey con la referencia 199, y por Tiziana Frat con la referencia 69.[1]

### Comentario sobre la obra
Este lienzo se considera realizado con amplia colaboración del taller del Greco.La figura del santo y sus ropajes dorados están magníficamente ejecutados.
San Agustín lleva el báculo pastoral en su mano derecha, mientras que con la izquierda sostiene el modelo de un santuario. Lleva barba blanca como en el San Jerónimo en el cual parece inspirado, pero sin su aspecto inquisitorial, lo cual muestra la destreza del Greco a l'hora de superponiendo una misma personalidad a un mismo modelo.